# ایگور گیرکین
ایگور گیرکین (روسی: И́горь Все́володович Ги́ркин؛ IPA: [ˈiɡərʲ ˈfsʲɛvələdəvʲɪtɕ ˈɡʲirkʲɪn]؛ زادهٔ ۱۷ دسامبر ۱۹۷۰) سیاست‌مدار و نظامی اهل روسیه است.